# Johann Baptist Wendling
Johann Baptist Wendling (getauft am 17. Juni 1723 in Ribeauvillé (Rappoltsweiler); † 27. November 1797 in München) war ein deutscher Komponist der Mannheimer Schule und Flötist im Zeitalter der Aufklärung.

## Leben

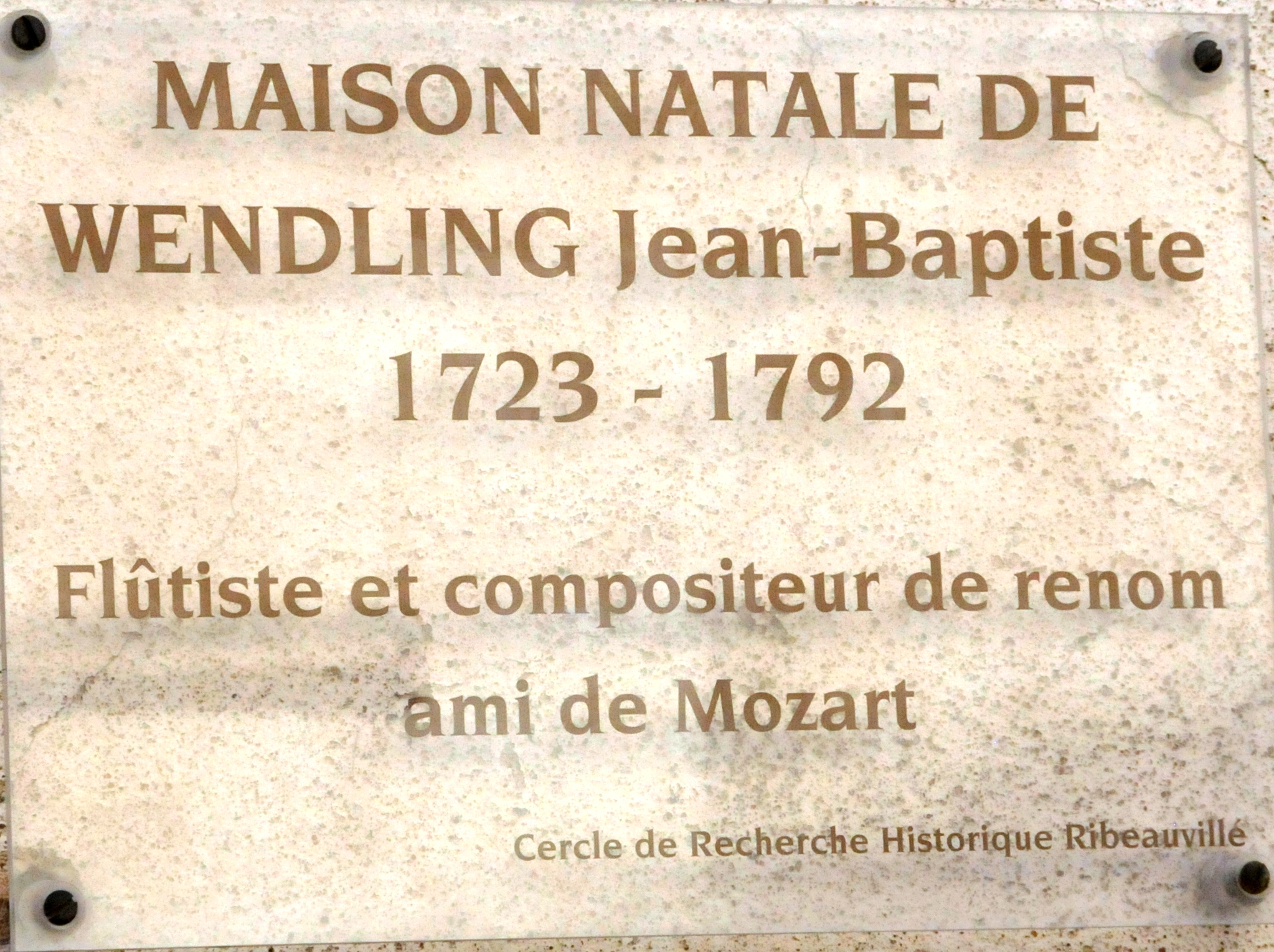
Infoschild am Geburtshaus in der Grand’ Rue de l’Église Nr. 6

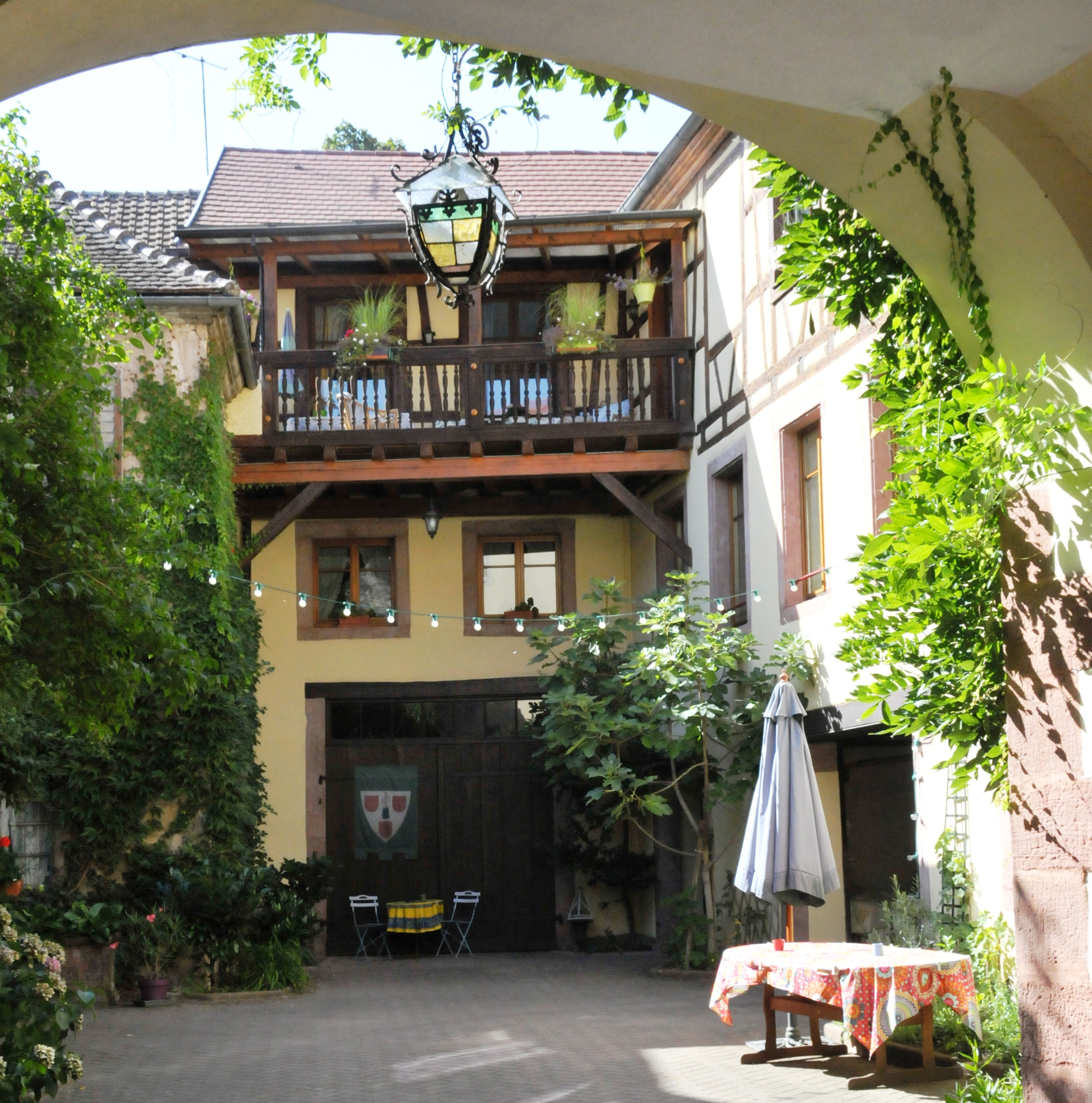
Geburtshaus

Wendling war der Sohn einer in der elsässischen Pfeiferstadt Ribeauvillé ansässigen Musikerfamilie und stand von etwa 1746 bis 1752 als Flötist und Flötenlehrer in Diensten des Herzogs Christian IV. von Zweibrücken. 1749 gewann er bei mehreren Konzerten in Potsdam die Anerkennung von Friedrich dem Großen, der ihm als Zeichen seiner Wertschätzung eine goldene Tabaksdose schenkte.
Am 9. Januar 1752 heiratete er in Mannheim die Sängerin Dorothea Spurni, die 1758 zur Primadonna der Mannheimer Hofoper avancierte und zu den wichtigsten Gesangslehrern der Mannheimer Schule zählte. Noch in demselben Jahr wurde Wendling Flötenlehrer des Kurfürsten Karl Theodor von der Pfalz, vermutlich im Spätjahr 1753 erfolgte dann die Aufnahme als erster Flötist in die dortige Hofkapelle, deren Orchester zu den musikalisch innovativsten und stilbildenden Ensembles in der zweiten Hälfte des 18. Jahrhunderts gehörte. 1778 folgte Wendling – wie der Großteil der kurpfälzischen Hofmusik – dem Kurfürsten nach München, kehrte aber in dessen Gefolge wiederholt nach Mannheim zurück (1782, 1785, 1786, 1788).
Wendling war Mitglied der Freimaurerloge Carl zur Eintracht in Mannheim. Freundschaftlich verbunden war die Familie u. a. mit Johann Christian Bach und Wolfgang Amadeus Mozart.
Wendling gehörte zu den besten Flötenvirtuosen seiner Zeit. Zahlreiche Konzertreisen, z. T. gemeinsam mit seiner Frau, führten ihn nach Paris und London, aber auch nach Amsterdam, Den Haag, Wien und Berlin, wo er sich u. a. mit eigenen Kompositionen präsentierte. Seine Konzerte und Kammermusik erschienen erstmals in Paris, London, Amsterdam und Mannheim.
Wendling genoss auch als Flötenlehrer größtes Ansehen. Zu seinen bekanntesten Schülern gehörten François Devienne, Johann Georg Metzger, Johann Baptist Becke und Johann Nikolaus Heroux.